# Jerónimo Figueroa Cabrera
Jerónimo Figueroa Cabrera, més conegut com a Momo (Las Palmas de Gran Canaria, 15 de juliol de 1982) és un exfutbolista canari, que ocupava la posició de migcampista.

## Trajectòria
Format al planter de la UD Las Palmas, debuta amb el primer equip jugant un encontre de la temporada 02/03. A l'any següent es consolida al club gran canari, sent titular, tot i que Las Palmas acaba la temporada baixant a Segona Divisió B. Fitxa llavors pel Deportivo de La Corunya.
El migcampista canari romandria quatre anys amb contracte amb l'entitat gallega, tot i que només hi disputaria amb el Deportivo cinc partits de la temporada 05/06. Un any abans va ser cedit a l'Albacete Balompié, amb qui debuta a primera divisió, i posteriorment és cedit al Racing de Santander i al Xerez CD.
L'estiu del 2008, el Xerez fa efectiva l'opció de compra sobre la cessió i incorpora el migcampista al seu planter. Eixa campanya, la 08/09, assoleix fins a 17 gols en 40 partits, que a les postres serveixen perquè els andalusos aconseguisquen un històric ascens a primera divisió, per primer cop a la història dels xerecistes.